# Imma hemixanthella
Imma hemixanthella is een vlinder uit de familie van de Immidae. De wetenschappelijke naam van de soort is voor het eerst geldig gepubliceerd in 1900 door William Jacob Holland.